# Азира, Майкл
Майкл Азира (англ. Micheal Azira; 22 августа 1987, Кампала) — угандийский футболист, опорный полузащитник. Выступал за сборную Уганды.

## Клубная карьера
Азира приехал в США в 2008 году на учёбу в Колледж Линдси Уилсона, где выступал за студенческую команду в межуниверситетской лиге NAIA. На выпускном курсе он перешёл в Мобилский университет, и выступая за его команду, попал в символическую сборную студенческой лиги. Во время обучения в Мобиле он также работал помощником тренера в частной средней школе UMS-Wright Preparatory School.
В 2012 году Азира подписал контракт с клубом «Чарлстон Бэттери» из лиги USL Pro, третьего профессионального дивизиона США. Он стал автором победного гола в финальном матче сезона 2012 против «Уилмингтон Хаммерхэдс». В Чарлстоне он также тренировал юношеские команды до 16 и до 18 лет в Daniel Island Soccer Academy.
В начале марта 2014 года после месячного просмотра Азира был подписан клубом MLS «Сиэтл Саундерс». За «Саундерс» он дебютировал 23 марта в матче против «Монреаль Импакт», заменив на 66-й минуте Кенни Купера. После сезона 2015 клуб не стал продлевать контракт с игроком.
На Драфте отказов 2015 Азира был выбран клубом «Колорадо Рэпидз». За «Рэпидз» он дебютировал в матче первого тура сезона 2016 против «Сан-Хосе Эртквейкс» 6 марта. 1 августа 2018 года Азира был отдан в аренду в клуб USL «Колорадо-Спрингс Суитчбакс». В «Суитчбакс» он провёл один матч, сыграв во встрече против «Оклахома-Сити Энерджи» 4 августа.
8 августа 2018 года Азира был обменян в «Монреаль Импакт» на пик четвёртого раунда Супердрафта MLS 2020. За квебекцев он дебютировал 11 августа в матче против «Реал Солт-Лейк», выйдя на замену на 84-й минуте вместо Кена Кролики. 22 сентября в матче против «Нью-Йорк Сити» Майкл забил свой первый гол в MLS, это была его 98-я игра в лиге.
7 августа 2019 года «Монреаль Импакт» обменял Азиру вместе с пиком второго раунда Супердрафта MLS 2020 в «Чикаго Файр» на Хорхе Корралеса, также клубы обменялись слотами в последовательности механизма распределения. За чикагцев он дебютировал 14 августа в матче против «Портленд Тимберс», выйдя в стартовом составе и отыграв все 90 минут. 14 октября «Чикаго Файр» продлил контракт с Азирой на сезон 2020. По окончании сезона 2020 контракт игрока с клубом истёк.
1 февраля 2021 года Азира присоединился к клубу Чемпионшипа ЮСЛ «Нью-Мексико Юнайтед». За клуб из Альбукерке он дебютировал 1 мая в матче первого тура сезона 2021 против «Рио-Гранде Валли Торос». 9 июля в матче против «Колорадо-Спрингс Суитчбакс» он забил свой первый гол за «Нью-Мексико Юнайтед». По окончании сезона 2022 контракт Азиры с «Нью-Мексико Юнайтед» истёк.

## Международная карьера
Впервые в состав национальной сборной Уганды Азира попал 7 сентября 2013 года на матч квалификации к Чемпионату мира 2014 со сборной Сенегала, но остался в запасе. В дальнейшем он отказывался выступать за сборную страны. В марте 2016 года, впервые за два с половиной года, Азира принял вызов национальной сборной и оказался в её составе на матчах отбора к Кубку африканских наций 2017 против сборной Буркина-Фасо, но в обеих играх вновь остался на скамейке запасных. 12 ноября 2016 года Азира дебютировал за сборную Уганды, выйдя на замену во втором тайме матча квалификации к Чемпионату мира 2018 против сборной Республики Конго.
В составе угандийских «журавлей» он принял участие в Кубке африканских наций 2017, где выходил на поле в двух из трёх матчей сборной.
Азира был включён в состав Уганды на Кубок африканских наций 2019. Сыграл на турнире во всех четырёх матчах сборной.
14 апреля 2021 года Азира объявил о завершении карьеры в сборной Уганды.
9 октября 2021 года Азира получил гражданство США.

## Достижения
Командные
 «Сиэтл Саундерс»
- Победитель регулярного чемпионата MLS: 2014
- Обладатель Открытого кубка США: 2014

 «Монреаль Импакт»
- Победитель Первенства Канады: 2019